# Kuldre
Kuldre – wieś w Estonii, w prowincji Võru, w gminie Urvaste.